# ГЕС Sanjay Vidyut
ГЕС Sanjay Vidyut (Бхаба) — гідроелектростанція на півночі Індії у штаті Гімачал-Прадеш. Використовує ресурс із річки Бхаба (Bhaba Khad), правої притоки Сатледжу, який в свою чергу є лівою притокою Інду.
У межах проекту річку перекрили бетонною греблею висотою 23 метри та довжиною 100 метрів, яка відводить ресурс у створений на правобережжі верхній балансувальний резервуар з об'ємом 300 тис. м3. Останній утримує бетонна контрфорсна дамба Кафну висотою 5 метрів та довжиною 357 метрів. Зведення греблі потребувало 121 тис. м3 бетону, крім того, здійснили екскавацію 226 тис. м3 породи.
Зі сховища під правобережним гірським масивом прокладено головний дериваційний тунель довжиною 5,2 км (загальна довжина різноманітних тунелів комплексу становить 12 км), який транспортує ресурс до підземного машинного залу. Останній розташований вже на правому березі Сатледжу дещо нижче за впадіння Бхаби та має розміри 71х21 метр, крім того, існує окреме підземне приміщення для трансформаторного обладнання.
Станцію обладнали трьома турбінами типу Пелтон потужністю по 40 МВт, які використовують напір у 931 метр та забезпечують виробництво 435 млн кВт-год електроенергії на рік.
Видача продукції відбувається по ЛЕП, розрахованій на роботу під напругою 220 кВ.
В 2015 році у підземному трансформаторному залі станції сталась пожежа, яка тривала 27 годин.